# Phan Anh Minh
Phan Anh Minh (sinh ngày 8 tháng 4 năm 1959) là một tướng lĩnh Công an nhân dân Việt Nam, cấp bậc Thiếu tướng và là chính trị gia người Việt Nam. Ông nguyên là Phó Giám đốc kiêm Thủ trưởng Cơ quan cảnh sát điều tra Công an Thành phố Hồ Chí Minh (2002-2019), Ủy viên Ủy ban Quốc phòng và An ninh của Quốc hội Việt Nam, đại biểu Quốc hội Việt Nam khóa XI nhiệm kỳ 2002–2007.

## Xuất thân và giáo dục
Phan Anh Minh sinh ngày 8 tháng 4 năm 1959 tại xã Lợi Bình Nhơn, thị xã Tân An, tỉnh Long An, người dân tộc Kinh.
Ông tốt nghiệp thủ khoa khóa D9, Đại học An ninh nhân dân (Nay là Học viện An ninh nhân dân C500).

## Sự nghiệp
Tính đến khi về hưu vào năm 2019, Phan Anh Minh đã công tác 43 năm trong ngành công an và giữ chức vụ Phó giám đốc Công an Thành phố Hồ Chí Minh gần 18 năm.
Từ 2002 đến 2007, ông là đại biểu Quốc hội Việt Nam khóa XI Thành phố Hồ Chí Minh, ủy viên Ủy ban Quốc phòng và An ninh của Quốc hội, cấp bậc Thượng tá, Phó Giám đốc Công an Thành phố Hồ Chí Minh.
Năm 2002, ông là Trung tá, Phó giám đốc Công an Thành phố Hồ Chí Minh.
Năm 2004, ông là Thượng tá, Phó giám đốc Công an Thành phố Hồ Chí Minh.
Năm 2010, ông là Đại tá, Phó giám đốc Công an Thành phố Hồ Chí Minh kiêm Thủ trưởng Cơ quan Cảnh sát điều tra Công an Thành phố Hồ Chí Minh.
Tháng 12 năm 2011, ông là Đại tá, Phó giám đốc Công an Thành phố Hồ Chí Minh.
Năm 2012, ông là Thiếu tướng Công an nhân dân Việt Nam, Phó giám đốc Công an Thành phố Hồ Chí Minh.
Từ 1/5/2019, ông nghỉ công tác chờ hưởng chế độ hưu trí.

## Lịch sử thụ phong quân hàm
| Năm thụ phong | –        | 2003      | 2007   | 2012        |
| ------------- | -------- | --------- | ------ | ----------- |
| Quân hàm      |          |           |        |             |
| Cấp bậc       | Trung tá | Thượng tá | Đại tá | Thiếu tướng |

## Sự kiện đáng chú ý

### Phản đối Chỉ thị 15 Bộ Chính trị
Bộ Chính trị Ban Chấp hành Trung ương Đảng Cộng sản Việt Nam khóa X nhiệm kì 2006-2011 do ông Nông Đức Mạnh làm Tổng Bí thư đã có Chỉ thị số 15-CT/TW ngày ngày 7 tháng 7 năm 2007 về sự lãnh đạo của Đảng Cộng sản Việt Nam đối với các cơ quan bảo vệ pháp luật trong công tác điều tra, xử lý các vụ án và công tác bảo vệ Đảng Cộng sản Việt Nam, trong đó có đoạn: "Các cơ quan bảo vệ pháp luật khi phát hiện có dấu hiệu đảng viên vi phạm đều phải báo cáo bằng văn bản với tổ chức đảng, cấp uỷ đảng quản lý trực tiếp đảng viên đó, khi được tổ chức đảng, cấp uỷ đảng xem xét đồng ý cho điều tra, khởi tố, bắt...thì cơ quan bảo vệ pháp luật mới được tiến hành các biện pháp tố tụng." Vì thế, Thiếu tướng Phan Anh Minh, Phó giám đốc Công an Thành phố Hồ Chí Minh tại "Hội nghị tổng kết phòng chống tham nhũng, lãng phí năm 2015" vào ngày 8 tháng 3 năm 2016 đã thể hiện sự bất bình vì "công an không được quyền tổ chức trinh sát đảng viên" nên không thể phát hiện được tham nhũng.